# Argiagrion leoninum
Argiagrion leoninum är en trollsländeart som först beskrevs av Selys 1876.  Argiagrion leoninum ingår i släktet Argiagrion och familjen dammflicksländor. IUCN kategoriserar arten globalt som otillräckligt studerad. Inga underarter finns listade i Catalogue of Life.